# LKFS
LKFS, aussi appelé LUFS, est une unité d'intensité sonore, utilisée pour la normalisation audio à la télévision, la radio et les services de musiques et vidéo en ligne. L'acronyme vient de l'anglais Loudness, K-weighted, relative to full scale, qui peut être traduit par Volume sonore, pondéré K, relatif à la pleine échelle.

## Définition
LKFS est standardisé en 2006 dans la recommandation UIT-R BS.1770 : il définit un instrument de mesure de l'audio afin de normaliser les niveaux sonores entre les différents contenus à la radio, au cinéma et la télévision. Cette unité permet de définir le ressenti sonore d'un son selon son intensité et sa fréquence, contrairement à une mesure en décibel qui ne prend en compte que l'amplitude.

## Usages dans les media
Depuis 2012 en France, un accord entre l'Arcom et les chaînes de télévision requiert que l'ensemble des programmes et publicités respecte une intensité moyenne de −23 LUFS afin que le volume ressenti par le téléspectateur ne change pas subitement d'une chaîne à l'autre ou lors des publicités.
Les plate-formes de contenu en ligne tels que Youtube, Spotify ou Netflix définissent des niveaux de LKFS recommandés, situés entre −14 et −12 LUFS, afin d'assurer une expérience utilisateur où le niveau sonore ressenti est similaire d'un contenu à l'autre. Si un contenu dépasse les seuils fixés par la plate-forme, son volume sonore est alors réduite dynamiquement,,.